# 2067: Петля времени

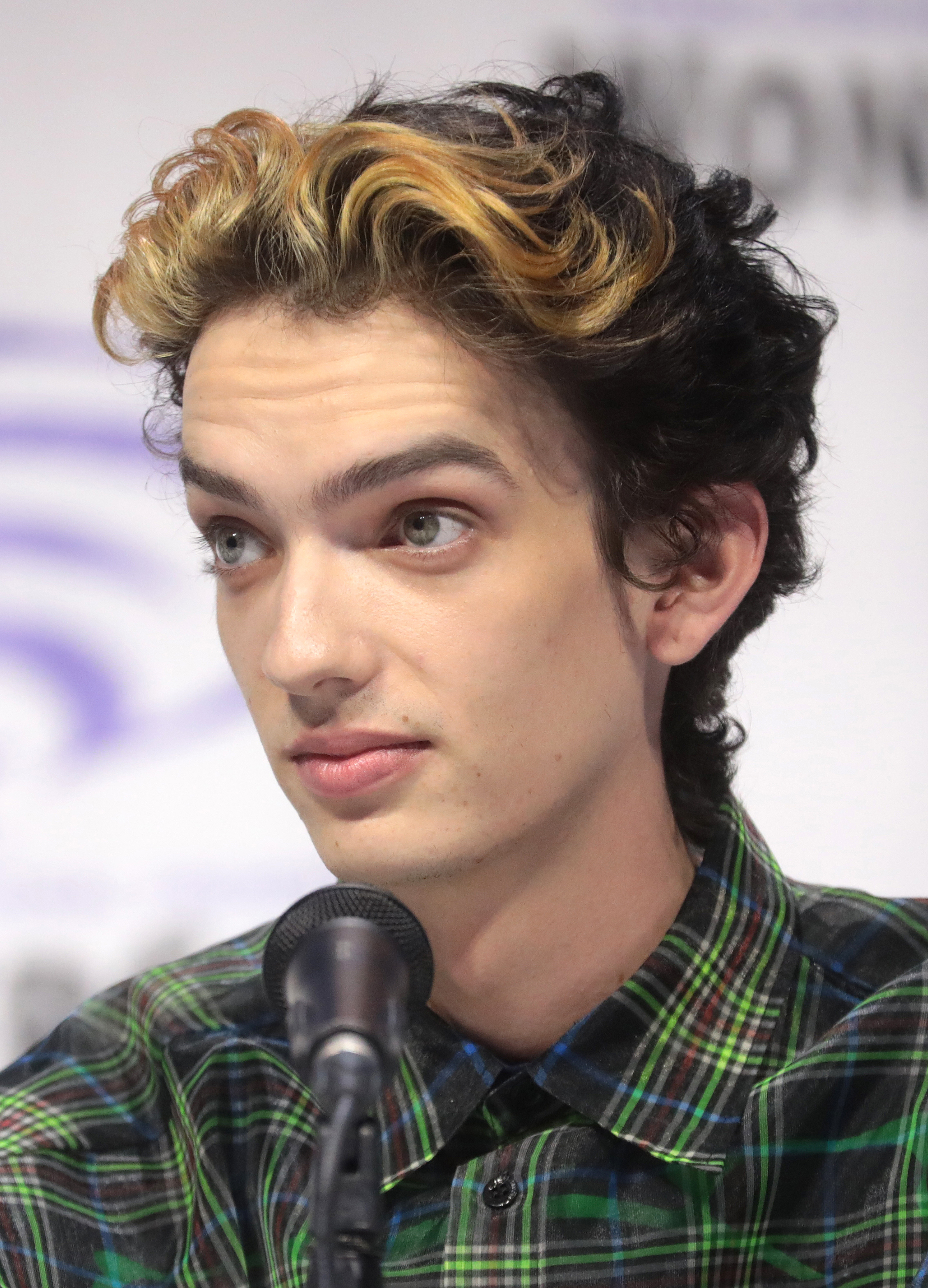
Коди Смит-Макфи в роли Итана Уайта

«2067: Петля времени» (англ. 2067) — австралийский научно-фантастический триллер 2020 года с Коди Смит-Макфи и Райаном Квонтеном в главных ролях. Премьера состоялась 2 октября 2020 года. Фильм получил негативные отзывы кинокритиков.

## Сюжет
2067 год. В результате аномального климатического потепления на Земле начались массовые пожары. Города превратились в пепелища, растения вымерли, а природный кислород исчез.
В результате на планете остался последний «освещенный город», в котором люди дышат при помощи синтетического кислорода. Многих из-за этого начинает рвать кровью, а через некоторое время они умирают. Данный синдром прозвали «чахотка». Человечество обречено на вымирание.
Итан Уайт работает в тоннеле со своим напарником Джудом Мэтерсом. Оба они занимаются техническими работами, чтобы поддерживать стабильную работу ядерного реактора, без должной поддержки которого может случиться ядерный взрыв. Итан с детства носит на руке браслет, который не может снять и на котором постоянно горит красный индикатор.
У Итана есть жена по имени Ксанте, которая также болеет «чахоткой». Итан уверен, что сможет помочь ей, если будет больше работать, заработает больше денег и купит жене более совершенную маску для дыхания.
Однажды Итана вызывает к себе Регина Джексон — глава отдела исследования частиц. Джуд, спасший его ещё в детстве и постоянно присматривающий за ним, идет следом.
У себя в кабинете Регина сообщает, что Итан может всех спасти и приводит его в лабораторию, в которой когда-то работал отец Итана — Ричард Уайт, упоминание о котором вызывает у Итана негативные эмоции. В лаборатории Итану показывают устройство, названное «Кроникл» и способное не только отправлять сигналы, а также предметы в будущее, но и получать назад ответы.
Итану сообщают, что ранее послали сигнал радиоволнами (такая операция не требует большой мощности), чтобы проверить есть ли что-то «на другой стороне». Оказалось, что на той стороне находится будущее через 407 лет от текущих событий. Поначалу это удивляет Итана, ведь по прогнозу учёных люди должны будут вымереть максимум через 20 лет, а раз из будущего приходит ответ — значит кто-то нашёл способ предотвратить вымирание.
Но ещё больше его удивляет, когда ему демонстрируют полученное сообщение из будущего, которое гласит: «ПРИШЛИТЕ ИТАНА УАЙТА».
Поначалу Итан категорически отказывается отправляться неизвестно куда. Зрителю показывается флешбек, в котором обнаруживается, что, когда Итану исполнилось 8 лет, его отец соорудил подарок в виде коробки. А когда Итан засунул туда руку, то на ней зафиксировался тот самый браслет с горящим красным индикатором, после чего отец ушёл, а позже, когда он перезвонил домой и попросил мать Итана вместе с сыном выйти на улицу, на них было совершено нападение. В результате мать погибла от рук нападавшего, а самого Итана спас Джуд Мэтерс.
Дома Ксанте уговаривает Итана отправиться в путь и найти как спасти человечество. Сам же Итан оставляет ей цветок из металла, на котором написано: «Я найду способ вернуться к тебе».
Перед отправкой один из учёных даёт Итану прибор с именем Арчи, который будет помогать Итану в его миссии, а также сообщает, что они будут следить за его показателями жизнедеятельности.
Когда Итан прибыл в будущее, его костюм начинает гореть, а когда герой успевает его снять, тот взрывается. Придя в себя, Итан обнаруживает вокруг себя вполне пригодную для жизни местность, похожую на джунгли, и делает вывод, что люди действительно нашли лекарство от «чахотки» и смогли восстановить планету. Однако никаких живых людей вокруг обнаружить не удаётся. Так же и Арчи не может обнаружить ни одного спутника.
Пройдя немного вглубь джунглей, Итан обнаруживает чей-то скелет с отверстием в голове в области лба. Изучив одежду на скелете и сравнив браслет на руке, Итан понимает, что это его скелет. Единственное отличие состоит в том, что браслет на руке скелета горит зелёным индикатором.
Потеряв изначально надежду, Итан записывает видеосообщение, в котором говорит: «Похоже я здесь умру».
Немного обыскав скелет, Итан обнаруживает потрёпанный временем, но всё ещё рабочий Арчи с нерабочим экраном и уровнем заряда 2 %. Попросив у данной версии Арчи проиграть последнюю запись, Итан слышит обрывки сообщений: (голос Итана) «Похоже я здесь умру», (голос Джуда) «Может оно и к лучшему. Никому из них уже не больно», (голос Итана) «Чем тебе пришлось пожертвовать?», (голос Джуда) «Я стал твоей семьей, всё это ради тебя», а после крика Джуда со словами «Таков наш удел! Дыши! Сопротивляйся!» и плача Итана слышен выстрел.
Обыскав джунгли и не сумев никого найти, Итан среди ночи смог развести костёр, а поскольку он не смог найти еду, съедает ягоды, информации о которых нет в базе данных Арчи. Итан теряет сознание, а когда приходит в себя, узнает, что в 2067 году, наблюдая за его показателями, заметили подъём уровня токсинов в организме и отправили Джуда, чтобы тот успел ввести противоядие и спасти Итана.
Показав найденный скелет, Джуд пытается убедить Итана, что это не его останки. При этом сам Джуд ведет себя странно и постоянно нервничает.
В это же время Арчи удалось найти какой-то сигнал и он приводит напарников к бункеру.
Войдя внутрь бункера, напарники обнаруживают пульт управления. Итан нажимает клавишу «Enter», браслет вызывает небольшое кровотечение и когда на пульте загорается сообщение «Доступ разрешен», индикатора на браслете загорается зелёным цветом, включается свет и напарники видят, что перед ними «Кроникл», который соединяет их с 2067 годом. Запускается таймер, который сообщает, что до активации нужно ждать 4 часа.
Джуд доволен, что они смогут вернуться домой, в то время как Итан не может понять, почему бункер пуст. Более того, Итан считает, что зелёный индикатор на браслете скелета означает, что эти события уже происходили и они что-то упустили. Однако Джуд продолжает вести себя нервно и по-прежнему утверждает, что тот скелет — это не останки Итана.
Итан запускает запись архивных данных «Кроникл» и видит перед собой голограмму своего отца. Ричард Уайт сообщает, что «Кроникл» будет отправлять запрос в будущее в надежде получить ответ и узнать, каким образом им удалось предотвратить вымирание и восстановить планету. Ричард получает ответ, что «на той стороне» 2474 год и получает то самое сообщение «ПРИШЛИТЕ ИТАНА УАЙТА».
Появившаяся Регина Джексон начинает считать, что это не сигнал из будущего, а Ричард сам внедрил это сообщение. Регина хочет произвести отправку материи, однако в этот момент ученый лаборатории сообщает, что в 2474 году случилась поломка. В этот же момент голографическое сообщение прерывается и Итан с Джуд узнают, что случился сбой питания ядерного реактора.
Итан не может понять несколько вещей: кто в итоге починил реактор; кто отправил сообщение прислать его; где вообще хоть кто-то, у кого можно получить лекарство; и почему прислали Джуда, а не, к примеру, какого-нибудь солдата-медика. Джуд нервничает и просит Итана помочь восстановить реактор и подачу питания, но соглашается предварительно ещё раз осмотреть окрестности.
Подойдя к краю джунглей, герои обнаруживают остатки известного им кислородного завода и города. Всё заросло зеленью.
Зайдя внутрь города и обнаружив несколько останков, Итан понимает, что никакого лекарства нет и люди не нашли способа выжить. Планета попросту сама дождалась, пока человечество вымрет, после чего восстановилась, поскольку люди уже не могли вмешиваться в её жизнедеятельность.
Найдя учебный класс своей жены, Итан обнаруживает останки Ксанте, оставленный цветок с надписью «Я найду способ вернуться к тебе» и дописанное ею сообщение «Жаль, что ты не вернулся». Итан начинает винить себя в том, что не вернулся к жене, а Джуд говорит ему, что это не так, после чего произносит ту самую фразу из записи Арчи «Может оно и к лучшему. Никому из них уже не больно».
Шокированный Итан просит Арчи из прошлого проиграть архивные записи. Услышав этого, ошарашенный Джуд достает пистолет и наставляет на Итана. После чего начинает нервно ходить и повторять: «Я всё контролирую». Итан решил, что Джуд собирается застрелить его, но Джуд лишь подталкивает Итана чтобы вернуться и восстановить реактор.
Спустившись в реакторное помещение, Итан понимает, что нужно перенаправить энергию. Первая попытка заканчивается неудачей и дверь начинает закрываться. Джуд начинает поддерживать дверь, а Итан сообщает, что нужно переключить резервный рычаг во время сброса давления, после чего решает пожертвовать собой, вытолкнув Джуда за пределы помещения и переключив нужный рычаг.
Работа реактора восстанавливается и всё приходит в норму. Однако Джуд не собирается оставлять Итана умирать и находит способ попасть в помещение, чтобы спасти последнего.
Герои, вернувшись к пульту управления, узнают, что до активации системы осталось 37 минут и критических сбоев системы нет. Джуд вздыхает с облегчением и просто хочет отдохнуть, а Итан, решив узнать, что открывает одна из дверей, обнаруживает, что за ней лежат те самые его останки.
Итан переставляет «внутренности» из старого Арчи в новый и на глазах Джуда просит проиграть последнюю видеозапись. На ней видно как герои ругаются, Джуд приставляет ко лбу Итана пистолет. Джуд закрывает экран Арчи рукой, после чего слышен выстрел.
Итан пытается обшарить бункер в надежде всё-таки найти лекарство.
Не увенчавшись успехами, Итан решает досмотреть архивные записи «Кроникл». Однако Джуд пытается ему в этом помешать, пытаясь сломать модуль памяти в отдельном помещении. Итану удается запереть там Джуда, а сам садится досмотреть запись.
На ней Ричард Уайт сообщает, что вся его работа была исключительно ради Итана. Его расчёт был на то, чтобы Итан отправился в будущее и остался там, где сможет прожить дольше.
Далее на записи видно, что в помещение входит Регина и молодой Джуд. Ричард понимает, что цель Регины не поиск лекарства, а желание сбежать с парой десятков «избранных» и сообщает ей, что запрограммировал систему так, что на другом конце активировать её можно только при помощи ДНК Итана.
Чтобы Ричард не помешал плану Регины, она убивает его, а затем приказывает Джуд стать ангелом-хранителем Итана, чтобы тот в итоге был отправлен в будущее и активировал портал.
Джуд выбирается из запертой комнаты и пытается убедить Итана, что прошлое уже нельзя спасти. В результате нарастающего конфликта между Итаном и Джудом возникает диалог, который Итан слышал во время записи. А когда Итан пытается сломать портал, Джуд нападает на него и приставляет к его лбу пистолет. Однако вместо того, чтобы застрелить Итана, Джуд совершает самоубийство.
В это же время в 2067 году группа «избранных» готовится к отправке в будущее. Ожидая возвращение Итана, Регина приказывает одному из охраны лаборатории убить его при появлении и оставить здесь. Это объясняет те останки, что Итан обнаружил.
Однако вместо Итана в лабораторию прибывают растения из будущего и Арчи, на котором проигрывается видеозапись, когда Регина убила Ричарда Уайта. После этого Итан посылает в более раннее прошлое сообщение «ПРИШЛИТЕ ИТАНА УАЙТА», прерывает связь и уничтожает «Кроникл».
В 2067 году Ксанте смотрит телевизор и узнает, что после полученного видео Регина была арестована, в компании был произведён обыск, найдено несколько видов растений и человечество, возможно, имеет шанс на экологическое возрождение. Сама же Ксанте получает живой цветок.
В 2474 году, похоронив Джуда, Итан кладёт возле его могилы металлический цветок и видит, что на нём нет сообщения от Ксанте. Затем, повернув голову, к своему удивлению, он видит живую бабочку. Подбежав к выходу из бункера, Итан видит, что его скелет исчез. Прибежав к обрыву на краю джунглей, герой видит внизу перед собой город будущего.

## В ролях
- Коди Смит-Макфи — Итан Уайт
- Райан Квонтен — Джуд Мэтерс
- Sana’a Shaik — Ксанте Уайт
- Аарон Гленан — Ричард Уайт
- Дебора Мэйлман — Регина Джексон